# Система бронювання авіакомпаній
Системи бронювання авіакомпаній (англ. ARS) є частиною так званих систем обслуговування пасажирів (PSS), які є застосунками, що підтримують прямий контакт із пасажиром.
Зрештою ARS перетворився на систему комп'ютерного бронювання (CRS). Комп'ютерна система бронювання використовується для бронювання певної авіакомпанії та взаємодіє з глобальною системою розподілу (GDS), яка підтримує туристичні агенції та інші канали розподілу при здійсненні бронювання для більшості найбільших авіакомпаній в єдиній системі.

## Огляд
Системи бронювання авіакомпаній включають розклад авіарейсів, тарифи на проїзд, бронювання пасажирів та записи квитків. Прямий розподіл авіакомпаній працює в рамках власної системи бронювання, а також подає дані в GDS. Другим типом каналу прямого розподілу є споживачі, які використовують Інтернет або мобільні застосунки для власного бронювання. Туристичні агентства та інші канали непрямого розподілу мають доступ до тієї ж GDS, що і системи бронювання авіаквитків, а всі повідомлення передаються через стандартизовану систему повідомлень, яка функціонує на двох типах повідомлень, переданих мережею високого рівня (HLN) компанії SITA. Ці типи повідомлень називаються типом A [зазвичай формат EDIFACT] для інтерактивного зв'язку наживо і типом B [TTY] для інформаційних повідомлень і повідомлень про бронювання. Стандарти побудови повідомлень, встановлені IATA й ICAO, є глобальними та застосовуються не тільки до повітряних перевезень. Оскільки системи бронювання авіаквитків є критично важливими застосуваннями для бізнесу, і вони функціонально досить складні, експлуатація системи внутрішнього бронювання авіаквитків є відносно дорогою.
До дерегулювання авіакомпанії володіли власними системами бронювання, на які підписувалися туристичні агенти. Сьогодні GDS управляється незалежними компаніями, основними підписниками яких є авіакомпанії та турагентства.
Станом на лютий 2009 року на ринку є лише чотири основних постачальників GDS: Amadeus, Travelport (який управляє системами Apollo, Worldspan і Galileo), Sabre і Shares. Існує один основний регіональний GDS, Abacus, який обслуговує азійський ринок, і низка регіональних гравців, що обслуговують окремі країни, включаючи Travelsky (Китай), Infini та Axess (обидва Японія) та Topas (Південна Корея). З них Infini розміщується в комплексі Sabre, Axess перебуває в процесі перенесення в розділ комплексу Worldspan, а агенції Topas будуть мігрувати в Amadeus.
У системах бронювання можуть бути розміщені «безквиткові» авіакомпанії та «гібридні» авіакомпанії, що використовують електронні квитки на додаток до безквиткових для розміщення код-шерингових і інтерлайн-компаній.
На додаток до цих «стандартизованих» GDS, деякі авіакомпанії мають власні версії, які вони використовують для здійснення своїх польотних операцій. Кілька прикладів — це системи OSS Deltata та Deltamatic systems, а також EDS SHARES. SITA Reservations залишається найбільшою нейтральною системою багатомісного бронювання авіаквитків: де інвентаризацією керують понад 100 авіакомпаній.